# Hamburger Sport-Verein 2003-2004
Questa voce raccoglie le informazioni riguardanti l'Hamburger Sport-Verein nelle competizioni ufficiali della stagione 2003-2004.

## Stagione
Nella stagione 2003-2004 l'Amburgo, allenato da Kurt Jara e Klaus Toppmöller, concluse il campionato di Bundesliga all'8º posto. In Coppa di Germania l'Amburgo fu eliminato agli ottavi di finale dal Bayern Monaco. In Coppa di Lega l'Amburgo perse la finale con il Borussia Dortmund. In Coppa UEFA l'Amburgo fu eliminato al primo turno dal Dnipro.

## Rosa
| N. |                                 | Ruolo | Calciatore          |
| -- | ------------------------------- | ----- | ------------------- |
| 1  | Germania (bandiera)             | P     | Martin Pieckenhagen |
| 2  | Germania (bandiera)             | D     | Marcel Maltritz     |
| 3  | Germania (bandiera)             | C     | Christian Rahn      |
| 4  | Germania (bandiera)             | D     | Bastian Reinhardt   |
| 5  | Paesi Bassi (bandiera)          | D     | Nico-Jan Hoogma     |
| 6  | Svizzera (bandiera)             | C     | Raphaël Wicky       |
| 7  | Iran (bandiera)                 | C     | Mehdi Mahdavikia    |
| 8  | Namibia (bandiera)              | C     | Collin Benjamin     |
| 9  | Argentina (bandiera)            | A     | Bernardo Romeo      |
| 10 | Bosnia ed Erzegovina (bandiera) | A     | Sergej Barbarez     |
| 11 | Bielorussia (bandiera)          | A     | Vjačaslaŭ Hleb      |
| 14 | Rep. Ceca (bandiera)            | C     | David Jarolím       |
| 15 | Germania (bandiera)             | D     | Björn Schlicke      |
| 16 | Germania (bandiera)             | P     | Tom Starke          |
| 17 | Germania (bandiera)             | C     | Alexander Meier     |

| N. |                      | Ruolo | Calciatore       |
| -- | -------------------- | ----- | ---------------- |
| 18 | Rep. Ceca (bandiera) | D     | Milan Fukal      |
| 20 | Germania (bandiera)  | C     | Bernd Hollerbach |
| 21 | Rep. Ceca (bandiera) | D     | Tomáš Ujfaluši   |
| 22 | Germania (bandiera)  | C     | Stefan Beinlich  |
| 24 | Germania (bandiera)  | D     | Stephan Kling    |
| 26 | Germania (bandiera)  | D     | Boris Leschinski |
| 27 | Argentina (bandiera) | C     | Rodolfo Cardoso  |
| 28 | Germania (bandiera)  | D     | Fabian Bröcker   |
| 29 | Germania (bandiera)  | P     | Stefan Wächter   |
| 30 | Germania (bandiera)  | A     | Eren Sen         |
| 31 | Germania (bandiera)  | C     | Alexander Laas   |
| 32 | Giappone (bandiera)  | A     | Naohiro Takahara |
| 33 | Germania (bandiera)  | C     | Christian Streit |
| 34 | Germania (bandiera)  | P     | Michael Frech    |

## Organigramma societario
Area tecnica
- Allenatore: Klaus Toppmöller
- Allenatore in seconda: Werner Melzer, Ralf Zumdick
- Preparatore dei portieri: Ronny Teuber
- Preparatori atletici:

## Calciomercato

### Sessione estiva
| Acquisti | Acquisti          | Acquisti          | Acquisti |
| R.       | Nome              | da                | Modalità |
| -------- | ----------------- | ----------------- | -------- |
| C        | David Jarolím     | Norimberga        |          |
| C        | Stefan Beinlich   | Hertha Berlino    |          |
| C        | Alexander Meier   | St. Pauli         |          |
| D        | Bastian Reinhardt | Arminia Bielefeld |          |
| D        | Björn Schlicke    | Greuther Fürth    |          |

| Cessioni | Cessioni              | Cessioni             | Cessioni |
| R.       | Nome                  | da                   | Modalità |
| -------- | --------------------- | -------------------- | -------- |
| C        | Roda Antar            | Friburgo             |          |
| D        | Michael Baur          | FC Superfund         |          |
| A        | Kim Christensen       | Twente               |          |
| C        | Martin Groth          | Lubecca              |          |
| D        | Ingo Hertzsch         | Bayer Leverkusen     |          |
| P        | Thomas Hillenbrand    | Hoffenheim           |          |
| C        | Richard Kitzbichler   | Austria Vienna       |          |
| C        | Cristian Raúl Ledesma | Monterrey            |          |
| A        | Erik Meijer           | Alemannia Aquisgrana |          |

### Sessione invernale
| Acquisti | Acquisti       | Acquisti         | Acquisti |
| R.       | Nome           | da               | Modalità |
| -------- | -------------- | ---------------- | -------- |
| A        | Vjačaslaŭ Hleb | Stoccarda II     |          |
| P        | Tom Starke     | Bayer Leverkusen |          |

| Cessioni | Cessioni      | Cessioni   | Cessioni |
| R.       | Nome          | da         | Modalità |
| -------- | ------------- | ---------- | -------- |
| D        | Lars Jacobsen | Copenaghen |          |

## Risultati

### Bundesliga

#### Girone di andata
| Arbitro: | Wack |

|  |           |                                      |
|  | Marcatori | 11’ Štajner 75’ Brdarić 79’ Idrissou |

| Arbitro: | Wagner |

|            |           |              |
| Madsen 30’ | Marcatori | 19’ Takahara |

| Arbitro: | Fandel |

|                                                           |           |              |
| Klimowicz 50’, 85’ Petrov 60’ Müller 70’ D'Alessandro 75’ | Marcatori | 48’ Barbarez |

| Arbitro: | Merk |

|  |           |                       |
|  | Marcatori | 14’ Pizarro 78’ Élber |

| Arbitro: | Kircher |

|          |           |  |
| Juan 28’ | Marcatori |  |

| Arbitro: | Fleischer |

|                         |           |         |
| Romeo 69’ Reinhardt 85’ | Marcatori | 10’ Max |

| Arbitro: | Kinhöfer |

|               |           |              |
| Friedrich 32’ | Marcatori | 90’ Schlicke |

| Arbitro: | Wagner |

|                   |           |              |
| Barbarez 58’, 72’ | Marcatori | 18’ van Lent |

| Arbitro: | Fröhlich |

|                                            |           |  |
| Mettomo 37’ Klose 62’ (rig.), 75’ Timm 74’ | Marcatori |  |

| Arbitro: | Sippel |

|                |           |                          |
| Romeo 28’, 68’ | Marcatori | 72’ Matellán 90’ Glieder |

| Arbitro: | Kemmling |

|                                     |           |                         |
| Koller 64’, 66’ (rig.) Ewerthon 68’ | Marcatori | 14’ Reinhardt 59’ Romeo |

| Arbitro: | Jansen |

|                                      |           |             |
| Romeo 53’, 75’ Mahdavikia 77’ (rig.) | Marcatori | 57’ Schwarz |

| Arbitro: | Stark |

|  |           |              |
|  | Marcatori | 41’ Barbarez |

| Arbitro: | Fandel |

|          |           |           |
| Rahn 50’ | Marcatori | 27’ Ernst |

| Stoccarda 6 dicembre 2003, ore 15:30 CET 15ª giornata | Stoccarda | 0 – 0 referto | Amburgo | Gottlieb-Daimler-Stadion (38 000 spett.)\| Arbitro: \| Wack \| |
| Arbitro:                                              | Wack      |               |         |                                                                |

| Arbitro: | Albrecht |

|                                                 |           |           |
| Reinhardt 8’ Barbarez 18’ Maltritz 66’ Rahn 88’ | Marcatori | 50’ Antar |

| Arbitro: | Kinhöfer |

|                       |           |                                        |
| Skela 53’ Beierle 66’ | Marcatori | 17’ Beinlich 52’ Takahara 85’ Barbarez |

#### Girone di ritorno
| Arbitro: | Wagner |

|                                             |           |                       |
| Krupniković 12’ (rig.) Mathis 27’ Jaime 76’ | Marcatori | 7’ Barbarez 77’ Romeo |

| Arbitro: | Schmidt |

|           |           |             |
| Romeo 82’ | Marcatori | 70’ Colding |

| Arbitro: | Stark |

|                       |           |  |
| Barbarez 18’ Rahn 88’ | Marcatori |  |

| Arbitro: | Kircher |

|                |           |  |
| Demichelis 87’ | Marcatori |  |

| Arbitro: | Fröhlich |

|                                            |           |               |
| Hoogma 10’ Mahdavikia 17’ (rig.) Romeo 36’ | Marcatori | 39’ Schneider |

| Arbitro: | Steinborn |

|                                      |           |  |
| Melkam 5’ Arvidsson 19’ Di Salvo 79’ | Marcatori |  |

| Arbitro: | Schmidt |

|                    |           |  |
| Rahn 33’ Romeo 72’ | Marcatori |  |

| Arbitro: | Keßler |

|                                     |           |  |
| Strasser 60’ Svěrkoš 79’ Broich 82’ | Marcatori |  |

| Arbitro: | Trautmann |

|                         |           |                       |
| Rahn 30’, 70’ Romeo 46’ | Marcatori | 53’ Klose 79’ Hristov |

| Arbitro: | Wack |

|                                                  |           |                       |
| Fukal 10’ (aut.) Sand 29’ Lamotte 42’ Delura 55’ | Marcatori | 35’ (rig.) Mahdavikia |

| Arbitro: | Kircher |

|  |           |                      |
|  | Marcatori | 8’ Frings 28’ Koller |

| Arbitro: | Kemmling |

|              |           |                                    |
| Agostino 89’ | Marcatori | 64’ (aut.) Fernando 79’ Mahdavikia |

| Arbitro: | Weiner |

|                                             |           |                           |
| Rahn 41’ Barbarez 52’ Jarolím 64’ Fukal 68’ | Marcatori | 44’ Podolski 83’ Springer |

| Arbitro: | Fröhlich |

|                                                                                      |           |  |
| Barbarez 16’ (aut.) Ismaël 22’ Klasnić 38’ Ailton 48’ Valdez 81’ Skrypnyk 84’ (rig.) | Marcatori |  |

| Arbitro: | Albrecht |

|                         |           |           |
| Beinlich 38’ Hoogma 47’ | Marcatori | 86’ Cacau |

| Friburgo in Brisgovia 15 maggio 2004, ore 15:30 CEST 33ª giornata | Friburgo | 0 – 0 referto | Amburgo | Dreisamstadion (25 000 spett.)\| Arbitro: \| Stark \| |
| Arbitro:                                                          | Stark    |               |         |                                                       |

| Arbitro: | Kircher |

|                             |           |                |
| Mahdavikia 28’ Barbarez 56’ | Marcatori | 26’ Amanatidīs |

### Coppa di Germania
| Arbitro: | Meyer |

|  |           |              |
|  | Marcatori | 81’ Takahara |

| Arbitro: | Marks |

|                             |           |                                                   |
| Römer 53’ Copado 79’ (rig.) | Marcatori | 58’ Jarolím 61’ Maltritz 67’ Mahdavikia 73’ Romeo |

| Arbitro: | Wagner |

|                                         |           |  |
| Pizarro 29’ Makaay 47’ Salihamidžić 73’ | Marcatori |  |

### Coppa di Lega
| Arbitro: | Kemmling |

|                      |           |           |
| Maltritz 9’ Rahn 71’ | Marcatori | 37’ Bobic |

| Arbitro: | Jansen |

|                                          |                      |                                 |
| Ballack 24’ (rig.), 90’ (rig.) Élber 69’ | Marcatori            | 41’, 52’ Romeo 66’ Barbarez     |
| Salihamidžić Ballack Hargreaves          | Tiri di rigore 1 – 4 | Rahn Hoogma Maltritz Mahdavikia |

| Arbitro: | Aust |

|                               |           |                                                 |
| Amoroso 24’ (rig.) Koller 61’ | Marcatori | 3’ Hoogma 12’ Cardoso 18’ Takahara 68’ Beinlich |

### Coppa UEFA
| Arbitro: | Ingvarsson |

|                             |           |                 |
| Hoogma 49’ (rig.) Romeo 81’ | Marcatori | 10’ Venhlinskiy |

| Arbitro: | McDonald |

|                                          |           |  |
| Mikhaylenko 6’ Rikun 67’ Venhlinskiy 79’ | Marcatori |  |

## Statistiche

### Statistiche di squadra
| Competizione      | Punti | In casa | In casa | In casa | In casa | In casa | In casa | In trasferta | In trasferta | In trasferta | In trasferta | In trasferta | In trasferta | Totale | Totale | Totale | Totale | Totale | Totale | DR  |
| Competizione      | Punti | G       | V       | N       | P       | Gf      | Gs      | G            | V            | N            | P            | Gf           | Gs           | G      | V      | N      | P      | Gf     | Gs     | DR  |
| ----------------- | ----- | ------- | ------- | ------- | ------- | ------- | ------- | ------------ | ------------ | ------------ | ------------ | ------------ | ------------ | ------ | ------ | ------ | ------ | ------ | ------ | --- |
| Bundesliga        | 49    | 17      | 11      | 3       | 3       | 33      | 22      | 17           | 3            | 4            | 10           | 14           | 38           | 34     | 14     | 7      | 13     | 47     | 60     | -13 |
| Coppa di Germania | -     | 0       | 0       | 0       | 0       | 0       | 0       | 3            | 2            | 0            | 1            | 5            | 5            | 3      | 2      | 0      | 1      | 5      | 5      | 0   |
| Coppa di Lega     | -     | 1       | 1       | 0       | 0       | 2       | 1       | 2            | 1            | 1            | 0            | 7            | 5            | 3      | 2      | 1      | 0      | 9      | 6      | +3  |
| Coppa UEFA        | -     | 1       | 1       | 0       | 0       | 2       | 1       | 1            | 0            | 0            | 1            | 0            | 3            | 2      | 1      | 0      | 1      | 2      | 4      | -2  |
| Totale            | 49    | 19      | 13      | 3       | 3       | 37      | 24      | 23           | 6            | 5            | 12           | 26           | 51           | 42     | 19     | 8      | 15     | 63     | 75     | -12 |

### Andamento in campionato
| Giornata  | 1  | 2  | 3  | 4  | 5  | 6  | 7  | 8  | 9  | 10 | 11 | 12 | 13 | 14 | 15 | 16 | 17 | 18 | 19 | 20 | 21 | 22 | 23 | 24 | 25 | 26 | 27 | 28 | 29 | 30 | 31 | 32 | 33 | 34 |
| --------- | -- | -- | -- | -- | -- | -- | -- | -- | -- | -- | -- | -- | -- | -- | -- | -- | -- | -- | -- | -- | -- | -- | -- | -- | -- | -- | -- | -- | -- | -- | -- | -- | -- | -- |
| Luogo     | C  | T  | T  | C  | T  | C  | T  | C  | T  | C  | T  | C  | T  | C  | T  | C  | T  | T  | C  | C  | T  | C  | T  | C  | T  | C  | T  | C  | T  | C  | T  | C  | T  | C  |
| Risultato | P  | N  | P  | P  | P  | V  | N  | V  | P  | N  | P  | V  | V  | N  | N  | V  | V  | P  | N  | V  | P  | V  | P  | V  | P  | V  | P  | P  | V  | V  | P  | V  | N  | V  |
| Posizione | 16 | 14 | 15 | 17 | 18 | 17 | 17 | 12 | 13 | 13 | 13 | 12 | 11 | 12 | 13 | 10 | 9  | 11 | 9  | 8  | 9  | 8  | 10 | 8  | 8  | 8  | 8  | 8  | 8  | 8  | 8  | 8  | 8  | 8  |

Legenda:

Luogo: C = Casa; T = Trasferta. Risultato: V = Vittoria; N = Pareggio; P = Sconfitta.

### Statistiche dei giocatori
| Giocatore       | Bundesliga | Bundesliga | Bundesliga  | Bundesliga | Coppa di Germania | Coppa di Germania | Coppa di Germania | Coppa di Germania | Coppa di Lega | Coppa di Lega | Coppa di Lega | Coppa di Lega | Coppa UEFA | Coppa UEFA | Coppa UEFA  | Coppa UEFA | Totale   | Totale | Totale      | Totale     |
| Giocatore       | Presenze   | Reti       | Ammonizioni | Espulsioni | Presenze          | Reti              | Ammonizioni       | Espulsioni        | Presenze      | Reti          | Ammonizioni   | Espulsioni    | Presenze   | Reti       | Ammonizioni | Espulsioni | Presenze | Reti   | Ammonizioni | Espulsioni |
| --------------- | ---------- | ---------- | ----------- | ---------- | ----------------- | ----------------- | ----------------- | ----------------- | ------------- | ------------- | ------------- | ------------- | ---------- | ---------- | ----------- | ---------- | -------- | ------ | ----------- | ---------- |
| S. Barbarez     | 32         | 10         | 8           | 0          | 3                 | 0                 | 1                 | 0                 | 3             | 1             | 0             | 0             | 2          | 0          | 0           | 0          | 40       | 11     | 9           | 0          |
| S. Beinlich     | 23         | 2          | 3           | 0          | 3                 | 0                 | 0                 | 0                 | 3             | 1             | 1             | 0             | 0          | 0          | 0           | 0          | 29       | 3      | 4           | 0          |
| C. Benjamin     | 17         | 0          | 4           | 1          | 2                 | 0                 | 0                 | 0                 | 0             | 0             | 0             | 0             | 1          | 0          | 0           | 0          | 20       | 0      | 4           | 1          |
| F. Bröcker      | 0          | 0          | 0           | 0          | 0                 | 0                 | 0                 | 0                 | 0             | 0             | 0             | 0             | 0          | 0          | 0           | 0          | 0        | 0      | 0           | 0          |
| R. Cardoso      | 9          | 0          | 0           | 0          | 1                 | 0                 | 0                 | 0                 | 3             | 1             | 0             | 0             | 2          | 0          | 0           | 0          | 15       | 1      | 0           | 0          |
| M. Frech        | 0          | 0          | 0           | 0          | 0                 | 0                 | 0                 | 0                 | 0             | 0             | 0             | 0             | 0          | 0          | 0           | 0          | 0        | 0      | 0           | 0          |
| M. Fukal        | 8          | 1          | 0           | 1          | 0                 | 0                 | 0                 | 0                 | 0             | 0             | 0             | 0             | 0          | 0          | 0           | 0          | 8        | 1      | 0           | 1          |
| V. Hleb         | 7          | 0          | 0           | 0          | 0                 | 0                 | 0                 | 0                 | 0             | 0             | 0             | 0             | 0          | 0          | 0           | 0          | 7        | 0      | 0           | 0          |
| B. Hollerbach   | 13         | 0          | 10          | 0          | 0                 | 0                 | 0                 | 0                 | 0             | 0             | 0             | 0             | 1          | 0          | 0           | 0          | 14       | 0      | 10          | 0          |
| N. Hoogma       | 30         | 2          | 5           | 1          | 3                 | 0                 | 0                 | 0                 | 3             | 1             | 1             | 0             | 2          | 1          | 0           | 0          | 38       | 4      | 6           | 1          |
| L. Jacobsen     | 10         | 0          | 1           | 0          | 2                 | 0                 | 0                 | 0                 | 3             | 0             | 0             | 0             | 0          | 0          | 0           | 0          | 15       | 0      | 1           | 0          |
| D. Jarolím      | 26         | 1          | 6           | 0          | 1                 | 1                 | 0                 | 0                 | 0             | 0             | 0             | 0             | 2          | 0          | 0           | 0          | 29       | 2      | 6           | 0          |
| S. Kling        | 15         | 0          | 1           | 0          | 1                 | 0                 | 0                 | 0                 | 3             | 0             | 1             | 0             | 0          | 0          | 0           | 0          | 19       | 0      | 2           | 0          |
| A. Laas         | 0          | 0          | 0           | 0          | 0                 | 0                 | 0                 | 0                 | 0             | 0             | 0             | 0             | 0          | 0          | 0           | 0          | 0        | 0      | 0           | 0          |
| B. Leschinski   | 0          | 0          | 0           | 0          | 0                 | 0                 | 0                 | 0                 | 0             | 0             | 0             | 0             | 0          | 0          | 0           | 0          | 0        | 0      | 0           | 0          |
| M. Mahdavikia   | 32         | 5          | 1           | 0          | 2                 | 1                 | 0                 | 0                 | 3             | 0             | 0             | 0             | 2          | 0          | 0           | 0          | 39       | 6      | 1           | 0          |
| M. Maltritz     | 18         | 1          | 3           | 0          | 3                 | 1                 | 1                 | 0                 | 3             | 1             | 2             | 0             | 2          | 0          | 1           | 0          | 26       | 3      | 7           | 0          |
| A. Meier        | 4          | 0          | 0           | 0          | 0                 | 0                 | 0                 | 0                 | 0             | 0             | 0             | 0             | 0          | 0          | 0           | 0          | 4        | 0      | 0           | 0          |
| M. Pieckenhagen | 9          | 0          | 1           | 0          | 1                 | 0                 | 0                 | 0                 | 3             | 0             | 0             | 0             | 2          | 0          | 1           | 0          | 15       | 0      | 2           | 0          |
| C. Rahn         | 22         | 7          | 4           | 0          | 3                 | 0                 | 0                 | 0                 | 3             | 1             | 1             | 0             | 2          | 0          | 1           | 0          | 30       | 8      | 6           | 0          |
| B. Reinhardt    | 26         | 3          | 7           | 0          | 1                 | 0                 | 0                 | 0                 | 1             | 0             | 0             | 0             | 2          | 0          | 1           | 0          | 30       | 3      | 8           | 0          |
| B. Romeo        | 29         | 11         | 3           | 0          | 1                 | 1                 | 0                 | 0                 | 2             | 2             | 1             | 0             | 1          | 1          | 0           | 0          | 33       | 15     | 4           | 0          |
| B. Schlicke     | 19         | 1          | 4           | 0          | 2                 | 0                 | 0                 | 0                 | 1             | 0             | 0             | 0             | 0          | 0          | 0           | 0          | 22       | 1      | 4           | 0          |
| E. Sen          | 1          | 0          | 0           | 0          | 0                 | 0                 | 0                 | 0                 | 0             | 0             | 0             | 0             | 0          | 0          | 0           | 0          | 1        | 0      | 0           | 0          |
| T. Starke       | 2          | 0          | 0           | 0          | 0                 | 0                 | 0                 | 0                 | 0             | 0             | 0             | 0             | 0          | 0          | 0           | 0          | 2        | 0      | 0           | 0          |
| C. Streit       | 0          | 0          | 0           | 0          | 0                 | 0                 | 0                 | 0                 | 0             | 0             | 0             | 0             | 0          | 0          | 0           | 0          | 0        | 0      | 0           | 0          |
| N. Takahara     | 29         | 2          | 3           | 0          | 3                 | 1                 | 0                 | 0                 | 3             | 1             | 0             | 0             | 2          | 0          | 0           | 0          | 37       | 4      | 3           | 0          |
| T. Ujfaluši     | 26         | 0          | 5           | 0          | 3                 | 0                 | 1                 | 0                 | 2             | 0             | 0             | 0             | 2          | 0          | 0           | 0          | 33       | 0      | 6           | 0          |
| R. Wicky        | 30         | 0          | 7           | 0          | 3                 | 0                 | 1                 | 0                 | 1             | 0             | 0             | 0             | 2          | 0          | 0           | 0          | 36       | 0      | 8           | 0          |
| S. Wächter      | 24         | 0          | 0           | 0          | 2                 | 0                 | 1                 | 0                 | 0             | 0             | 0             | 0             | 0          | 0          | 0           | 0          | 26       | 0      | 1           | 0          |